# 宮尾遺跡

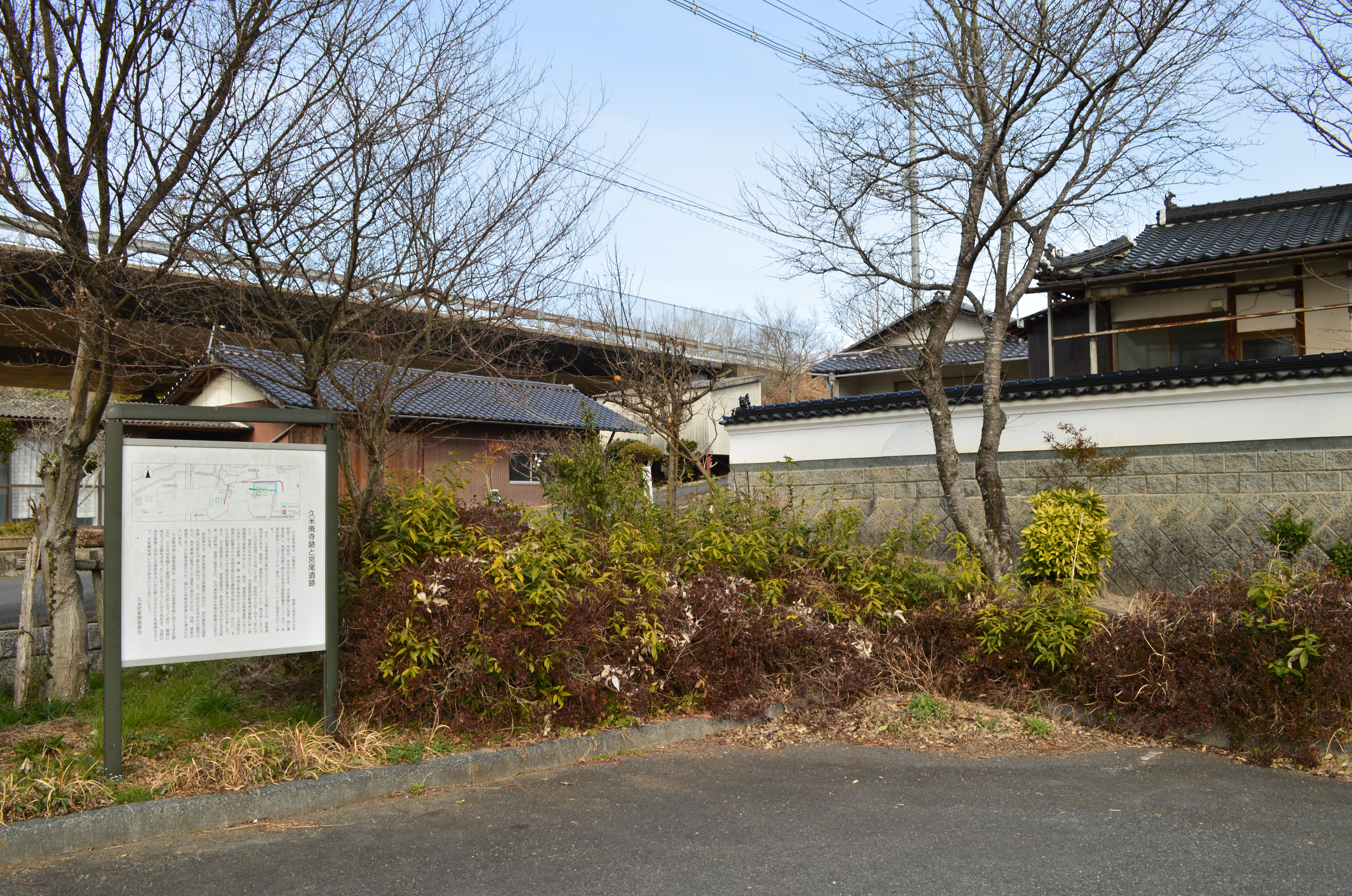
宮尾遺跡 説明板付近遺構は右奥の丘陵上に所在する。

宮尾遺跡（みやおいせき）は、岡山県久米郡久米町（現在の津山市）宮尾にある遺跡。昭和47年（1972年）の発掘により、弥生時代から鎌倉時代にかけての遺跡・遺物が相次いで発見された。
最も特徴的な遺構は、7世紀末また9世紀後半までと比定される多くの掘立柱建物群と柵列で、これらは久米郡衙跡と推定されている。7世紀末から8世紀初めの遺構は遺跡のほぼ中央部に位置し、東西およそ55メートル・南北およそ72メートルの区画内に長大な建物群が発見されている。8世紀前半から後半にかけての建物群は、ほぼ同一地区内に前代の建物の廃絶後、構成を変えて造営されたらしく、このような傾向は9世紀頃まで継続されたらしい。9世紀以降になると、官衙的性格をもった施設群は見られなくなる。以上から判明することは、これらの官衙的な建物群は、奈良時代に建設・整備されたものが平安時代まで踏襲され、9世紀以降に官衙的建物群としての性格が消滅したことであろう。
なお宮尾遺跡の西隣には久米廃寺跡がある。